# Бурминка (приток Тюя)
Бурминка (баш. Борма́) — река в России, протекает по Башкортостану. Устье реки находится в 52 км по правому берегу реки Тюй. Длина реки составляет 33 км.
Площадь водосборного бассейна — 296 км².
В 11 км от устья по левому берегу впадает река Аскинка.

## Данные водного реестра
По данным государственного водного реестра России относится к Камскому бассейновому округу, водохозяйственный участок реки — Уфа от Нязепетровского гидроузла до Павловского гидроузла, без реки Ай, речной подбассейн реки — Белая. Речной бассейн реки — Кама.
Код объекта в государственном водном реестре — 10010201112111100022876.